# Le Curé Nantais
Pour les articles homonymes, voir Curé (homonymie) et Nantais.
Le Curé Nantais est une marque commerciale apposée sur une série de fromages français, transformés à Pornic (Loire-Atlantique) par l'usine Le Curé Nantais, filiale de Olga. C'est un fromage à pâte molle à croûte lavée fabriqué avec du lait cru de vache.
Sa recette aurait été transmise au XIXe siècle à Saint-Julien-de-Concelles dans le vignoble nantais par un curé de passage. Il est aujourd’hui fabriqué à Pornic, port à l’ouest de Nantes. À l'origine carré, le fromage Le Curé Nantais, également appelé fromage à curé, fromage du curé ou le fromage nantais, existe aussi sous une forme ronde.
Fromage fort, sa pâte est souple et percée de quelques petits trous, elle révèle une saveur de lard fumé et un final épicé. Le fromage Le Curé Nantais s'accorde généralement bien avec un vin blanc local type muscadet ou gros plant ainsi qu'un pinot noir ou gewurztraminer bien épicé.

## Origines
| \| Lieux de production · Point noir : lieu d'origine · Point blanc : lieu actuel Nantes Pornic Saint-Julien-de-Concelles \| |
| Nantes Pornic Saint-Julien-de-Concelles                                                                                     |

Le Pays nantais n'est pas connu pour ses traditions fromagères. Le lait, riche en graisse, est plutôt transformé en beurre. Le savoir-faire beurrier de la région nantaise est ainsi beaucoup plus développé que pour la fabrication du fromage. L'histoire de cette marque fromagère débute en 1880 dans le village de Saint-Julien-de-Concelles sur les bords de Loire, dans le département de la Loire-Atlantique (dénommé alors Loire-Inférieure).
La rencontre entre un agriculteur du pays, Pierre Hivert, et un prêtre de passage (venant peut-être de la région nantaise, une légende dit qu'il venait de Savoie, d'autres sources affirment qu'il s'agit d'un prêtre vendéen fuyant pour sauver sa vie lors de la Révolution française,) permet la naissance d'un fromage appelé « Régal des Gourmets ». Quelques années plus tard, en hommage à l'ecclésiastique, ce fromage devint le fromage du curé puis « le Curé nantais ». Certains ouvrages le référencent sous le nom de fromage nantais, et le désignent également sous le nom de fromage du pays nantais, dit du curé.
La famille Hivert a perpétué la tradition de père en filles pendant quatre générations. Après avoir connu son heure de gloire et son lot de médailles de concours, les volumes fabriqués ont fortement diminué. En 1987, la famille Hivert cède la marque à Georges Parola, commerçant crémier de Pornic. Au début des années 1990, le Curé Nantais retrouve de la popularité et le volume de production est multiplié par dix, pour atteindre 150 tonnes en 2008.
En 1998, alors que la production reste semi-artisanale et que les normes sanitaires se durcissent, l'usine est vendue au groupe laitier Triballat Noyal.

## Fabrication

### Transformation fromagère

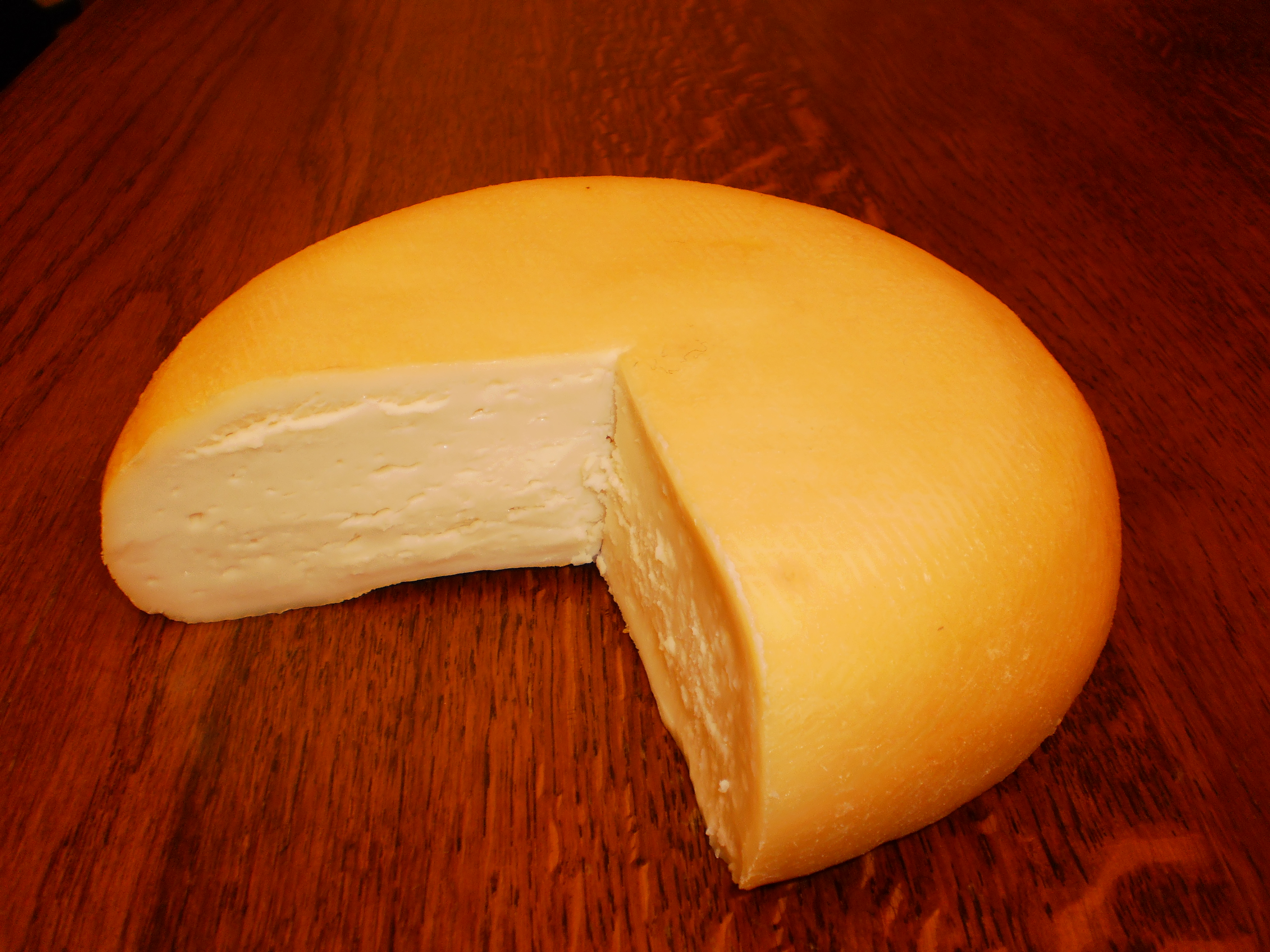
Tranche de Curé Nantais.

C'est un fromage à base de lait de vache. Il est fabriqué exclusivement avec du lait cru de mélanges de traites du matin et de la veille au soir. Le lait est acheté à six familles d'agriculteurs du pays de Retz, en 2009 le volume de fabrication de ce fromage représentait 7 000 litres par jour.
Aussitôt arrivé, le lait est disposé dans des cuves en cuivre. L'ouvrier fromager le maintient ou le réchauffe à 36 °C. (température du lait au sortir du pis) À ce stade, il y ajoute de la présure pour le faire cailler et des ferments lactiques de culture. Après 20 minutes le lait passe de la forme liquide à l'état de coagulum (le lait se présente sous forme de gel). Il est alors découpé en fines lanières. Le décaillage consiste ensuite à réduire la pâte en grains de quelques millimètres de diamètre pour favoriser la rapidité de l'égouttage, nécessaire à l'obtention d'un taux de calcium élevé. L'égouttage permet de séparer le caillé et le lactosérum (petit lait). Le décaillage (mise en grains de caillé) est interrompu lorsque les grains sont à bonne taille, et est suivi du brassage. Au terme de l'opération le sérum représente environ 80 % du lait initial, et une partie est extraite par pompage.
Le fromage est mis en moule où les grains vont se souder. L'égouttage se poursuit sous l'effet de la température et de l'acidification des ferments lactiques. Dans les moules, le caillé est maintenu à 26 °C ; il se tasse et la forme du fromage se dessine ; il est retourné quatre fois. Lors de cette étape, le fromager contrôle l'activité fermentaire : son rôle est d'acidifier le fromage afin de lui assurer une bonne conservation durant l'affinage. Arrivé au taux d'acidité recherché, l'opérateur procède ensuite au démoulage. Le soir même, il est salé par trempage en saumure. Le temps de salage oscille entre une heure et trois heures trente selon la taille des fromages.
Au terme des opérations, il se présente sous forme d'un fromage à pâte molle à croûte lavée à petits trous, d'un poids moyen de 200 grammes.

### Affinage
C'est en cave fraîche et humide, sur des planches d'épicéa, qu'il est affiné. Ces planches sont naturellement aseptisées : une étude a tenté d'y inoculer des bactéries listeria mais elles ne se sont pas développées
Les fromages sont lavés à la machine ou à la main à l'eau salée (ou au muscadet pour une variante créée en 2000) deux fois par semaine pendant 4 à 8 semaines afin de leur donner leur goût et leur couleur ocre grâce à l'ajout à l'eau salée de ferments, appelés ferments du rouge. Il s'agit de la souche Brevibacterium linens, utilisée également pour le munster géromé, le maroilles, l'époisses, la fourme de Montbrison, le năsal, le Limbourg (en allemand : Limburger), le fromage de Herve, le Tilsiter et l'Appenzeller, dont elle est responsable de la couleur rouge-orangée.

## Commercialisation
La transformation ne dépasse pas 3 000 fromages par jour. les fromages utilisant cette marque se présentent sous trois formes. Le format originel est de forme carrée de 9 centimètres de côté et environ 3 centimètres d'épaisseur, avec des bords arrondis et pesant 200 grammes. Un deuxième format de forme ronde et pesant 800 grammes est destiné à la vente à la coupe. Enfin, une version affinée au muscadet se présente sous la forme d'un fromage rond de 200 grammes. Le produit commercialisé contient 40 %  de matière grasse.
La distribution est majoritairement locale. Quelques restaurants de la région nantaise le proposent à leur carte. Un commerçant fromager machecoulais le distribue à Paris.

## Dégustation

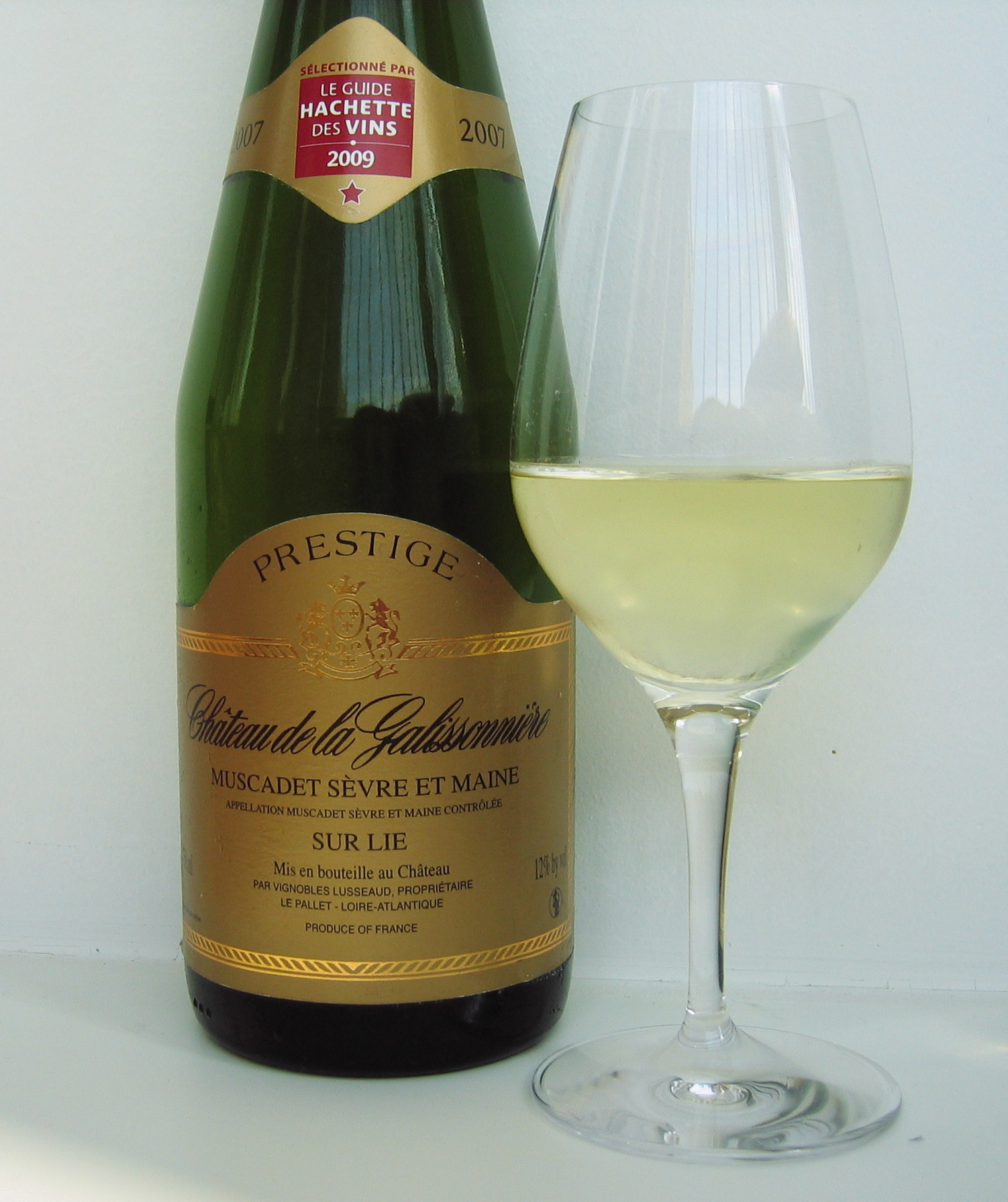
Le muscadet est un des vins pouvant accompagner Le Curé Nantais.

C'est un fromage au lait cru fabriqué toute l'année, qui peut se conserver un mois. La croûte est rose ou orange, sa pâte, molle non pressée, est légèrement élastique.
La croûte est rugueuse, odorante et humide, la pâte, dorée et souple, est crémeuse et voluptueuse, percée de quelques petits trous, qui révèle une saveur de lard fumé et un final épicé.
Au fil du temps, de nombreuses recettes accommodant les fromages de cette marque ont vu le jour. Il est proposé froid ou chaud, avec des fruits ou du poireau.

## Compléments